# كلوديا كولتر
كلوديا كولتر (بالإسبانية: Claudia Coulter)‏ هي عارضة وممثلة أرجنتينية، ولدت في القرن العشرين.

## وصلات خارجية
- كلوديا كولتر على موقع IMDb (الإنجليزية)
- كلوديا كولتر على موقع قاعدة بيانات الفيلم (الإنجليزية)